# 426 f.Kr.

## Händelser

### Efter plats

#### Grekland
- Den atenske ledaren Kleon och generalen Demosthenes återupplivar stadens land- och sjöstridskrafter trots motstånd från Nikias, en rik handelsman och soldat, och hans anhängare.
- Demosthenes belägrar utan framgång den korinthiska kolonin Leukas. På grund av detta återvänder Demosthenes inte till Aten, då han fruktar för sitt liv. Senare under året blir dock Akarnanien invaderat av Ambrakien och akarnanierna söker hjälp från Demosthenes, som patrullerar Joniska havets kuster med tjugo atenska fartyg. Demosthenes når den atenska flottbasen i Korinthiska golfen vid Naupaktos och säkrar den i sista stund för att kunna försvara den mot en stor spartansk styrka från Delfi under Eurylochos, som har kommit för att bistå ambrakioterna. Demosthenes besegrar den spartanska armén och Eurylochos dödas under slaget vid Olpai. Akarnanierna och ambrakioterna undertecknar därefter ett fredsavtal.
- En atensk armé under Nikias, Hipponikos och Eurymedon besegrar en kombinerad tanagransk och thebisk armé i slaget vid Tanagra.

## Avlidna
- Eurylochos, spartansk general (stupad)
- Zhou kao wang, kung av den kinesiska Zhoudynastin